# 史通
『史通』（しつう、拼音: Shǐtōng）は、唐代の劉知幾によって著された史評の書。全20巻。中国で出現した最初の歴史批判・史料批判の専門書であり、「正しい歴史書はいかにあるべきか」「歴史家はいかなる態度・方法で歴史書の執筆に臨むべきか」というテーマを追求した著作で、後世に大きな影響を与えた。

## 成立

### 前史
中国の歴史書は、司馬遷の『史記』以来盛んに書かれ、後漢から唐代にかけて非常に多くの歴史書が生まれた。特に短命の王朝が続く激動の時代である魏晋南北朝時代においては、歴史書編纂の専門官である史官だけでなく、一般の人々までもが歴史叙述に携わり、晋代の歴史書だけで二十種類以上、南朝梁の歴史書だけで十種類前後が生まれた。同時に、短い政権の記録や地方志、個人の伝記を記した別伝の類も大量に制作された。また、唐代に入ると過去の歴史を清算しようとする気風が生まれ、李淵のもとで『五代史』や『晋書』が完成するなど、過去の歴史書の再編纂も盛んに行われていた。
こうした状況の中で、中国において「史学」という領域が徐々に自覚されるようになった。たとえば、唐代に編纂された『隋書』経籍志では、書籍の分類法として「四部分類」が確立し、歴史書を分類する部門である「史部」が独立した。書籍の分類はそれぞれのジャンルの自覚を反映しているといえ、ここに中国における「史学」分野の独立を見て取ることができる。
こうして数多くの史書の作成、それにともなう史学の自覚過程を経たのちに、中国において史書に対する総括や史学に対する方法論の精査といった営みが生まれはじめた。『文心雕龍』の「史伝」篇がその一つであり、古来の史書について評論し、歴史を書くものの姿勢を論じている。こうした営みの専著として、唐代の劉知幾の手によって『史通』が完成し、過去の史書の総括と史学の方法論の精査がなされ、中国において「史学」という分野が確立するに至った。

### 劉知幾の登場
劉知幾（字は子玄）は、龍朔元年（661年）に劉蔵器の第五子として生まれた。11歳の頃には『尚書』の学習が身に入らず、代わりに兄たちが習っていた『春秋左氏伝』にのめり込むなど早くから歴史書に興味を持ち、そのまま『史記』『漢書』『三国志』などの学習に進んだ。20歳で科挙に合格すると、河南の獲嘉県の主簿になり、そのまま18年間務めた。聖暦2年（699年）に右補闕・定王府倉曹に転任し『三教珠英』の編纂に参加した。
則天武后の長安2年（702年）、劉知幾41歳の時に著作左郎に転任し、武三思のもとで徐堅・呉兢らとともに国史編纂に当たった。中宗の神龍年間には、『重修則天実録』の編修に参加した。そして神龍2年（706年）、東都の守司となり、閑職であることを利用して『史通』の執筆に当たった。そのまま数年間執筆を続け、景龍4年（710年）に『史通』が完成したとされる。
その後も劉知幾は玄宗の先天元年（711年）に柳沖とともに『氏族志』の改修に当たり、翌年の開元元年には『氏族系録』を完成させる。さらに開元4年には呉兢とともに『則天実録』『中宗実録』『睿宗実録』を完成させるなど、歴史叙述に携わり続けた。

### 著述の目的
劉知幾は、幼いころからの学識に加えて、初唐の『五代史』や『晋書』の編纂作業場を実見した経験もあり、それらを再検証することで、歴史書を執筆する際の記事の採録法の問題点やさまざまな事実誤認を発見していた。しかし、劉知幾が従事した史館の実情は、監修国史が矛盾する編集方針を求める上に、無知無能な同僚に囲まれ、劉知幾はさまざまな非難を浴びるなど散々な状況であった。

こうした状況に絶望した劉知幾は、景龍2年（708年）に辞表を提出した。この辞表は『史通』忤時篇に収録されており、そこで劉知幾は史官を務めながらも国史編纂を完成させられない理由として以下の五カ条（五不可論）を挙げている。なお、この時も含めて劉知幾は何度も辞職しようとしたが、結局は許されなかった。
1. 史局にあまりに編纂官が多く、各自が牽制し合って一言一言を記述するのにさえ決断がつかず、編纂作業が進捗しない。
2. 史局に資料が集まらず、史官が自分で資料を集めなければならない上に、政府機関に制度の記録を訪ねても失われている。
3. 史官たちが中央の権力者と深いつながりを持っていて、事実を直書しにくくなっている。
4. 史局に高官の監督官が何人も置かれ、しかも彼らの間に統一見解がなく、執筆者は仕事にならない。
5. 監督官がはっきりと基準を立てる、各執筆者の分担を定めるといった仕事をせず、責任を回避するばかりで先に進まない。

劉知幾は、こうした史局の状況下で、長安年間の国史編纂や神龍年間の『重修則天実録』編修の際に自分の意見が取り入れられなかったことを残念に思い、自分の主張を著述の形で後世に伝えようと考えた。そこで劉知幾が、公務とは別に私撰として書いたのが『史通』で、その制作の根底には史官としての自分の意見が取り入れられない彼の鬱憤や挫折感があった。
劉知幾は『史通』において、歴史記述の方法（特に正史の記述法）に対する批判を通して、あるべき正史を作るための方法を確立しようと試みた。それは後世の史官のために、国史・実録執筆の際に不可欠な方法論や心構えを提示するものであった。こうした史学批評の専門著作は、中国のみならず、世界的に見ても『史通』が最古級の著作であるとされる。

### 『史通』に影響を与えた書籍
劉知幾は、『史通』自叙篇で、自分の著作を劉安『淮南子』・揚雄『法言』・王充『論衡』・応劭『風俗通』・劉劭『人物志』・陸景『典語』・劉勰『文心雕龍』といった古書になぞらえて論じ、自分の著書がこれらの書籍の精神を受け継ぎ、包括するものであると述べている。劉知幾は、このうち特に揚雄に対して傾斜しており、揚雄と自身の境遇が似ていることや、『法言』が『史通』と同様に発表後に世間から非難を浴びたことなどを述べている。
また、福島 (2003)は、このうち特に『論衡』と『史通』の関係を研究し、両者が経書をも批判する批判精神、用語の使用法、歴史の考証法などにおいて共通性が見られることを指摘している。

## 構成
『史通』は「内篇」と「外篇」から構成される。内篇は一つの体系的な構想の下に書かれ、「序文」から「自叙」までで完結している。一方外篇は、「古今正史」「史官建置」が通史的記述であるほかは、著述目的が異なる雑多なものが収められている。内篇・外篇の成立順については諸説あり、『四庫提要』では内篇において外篇に対する言及が現れていることから、外篇が先に書かれてのちに内篇が完成したという説を立てている。一方、稲葉 (2006, p. 272)は、逆に外篇にも内篇に言及する場合があることから、外篇は内篇を前提にして書かれた補完論文であり、内篇を短期間にまとめて書き上げたのちに個々に書いた札記を集成したものが外篇であろうと推測している。
以下、川勝 (1973, pp. 160–163)をもとに、各篇の概要を示す。
- 自序
- 巻一
  - 六家第一 : 古来の史書を六つの流派に分けて（尚書・春秋・左伝・国語・史記・漢書）、それぞれの特色を論じる。
- 巻二
  - 二体第二 : 編年体・紀伝体の比較論。
  - 載言第三 : 詔勅・上奏・議論といった長大な言説を史書の中でいかに採録するべきか論じる。
  - 本紀第四 : 紀伝体の歴史書のうち「本紀」の正しいあり方を論じる。
  - 世家第五 : 同じく、「世家」の正しいあり方を論じる。
  - 列伝第六 : 同じく、「列伝」の正しいあり方を論じる。
- 巻三
  - 表暦第七 : 正史の一部をなす「表」について論じる。
  - 書志第八 : 同じく正史の一部をなす「書」または「志」について論じる。
- 巻四
  - 論賛第九 : 正史の各篇の末尾に附す「論」と「賛」について論じる。
  - 序例第十 : 正史の諸篇の冒頭にときおり付けられる「序」について論じる。
  - 題目第十一 : 書名・篇名の命名方法を論じる。
  - 断限第十二 : 正史は一つの王朝を基準として、記述の対象とする時代を明確に限定すべきことを説く。
  - 編次第十三 : 正史の各篇の順序をいかに並べるべきか考察する。
  - 称謂第十四 : 正史における尊称・蔑称の使い分け方を説く。
- 巻五
  - 採撰第十五 : 史料収集とその際に必要とされる態度について論じる。
  - 載文第十六 : 過去の名文を採用する際の態度について論じる。
  - 補注第十七 : 前書の欠点を補い、異説を採録する「補注」について論じる。。
  - 因習第十八 : 時代の変化を考慮せずに、前代の記事を孫引きすることの弊害を述べる。
  - 邑里第十九 : 人物の本籍地が時代によって異なることを無視することの弊害を述べる。
- 巻六
  - 言語第二十 : 時代による言語の変化や方言の相違を考慮せず、むやみに古雅な文章を用いることの弊害を述べる。
  - 浮詞第二十一 : 無用の粉飾的表現を用いることの弊害を述べる。
  - 叙事第二十二 : 古来の史書の叙事の優劣を論じるとともに、叙事は完結を尊ぶべきことを説く。
- 巻七
  - 品藻第二十三 : 人物の評価を厳正に行うべきことを論じる。
  - 直書第二十四 : 善悪を直書して世の戒めとすることが史官の任務であることを論じる。
  - 曲筆第二十五 : 権力に阿ったり、私情をさしはさんだりして筆を曲げることの悪について論じる。
  - 鑑識第二十六 : 史書の価値を見分ける見識のある人が少ないことを論じる。
  - 探賾第二十七 : 史書を作った著者の真意を探ることについて論じる。
- 巻八
  - 摸擬第二十八 : 史書を著す際に、古書を模範とする場合に取るべき態度を説く。
  - 書事第二十九 : 史官が書くべきことは何か論じる。
  - 人物第三十 : 史官が書くべき人物について論じる。
- 巻九
  - 覈才第三十一 : 真に歴史家たる才能が得難いものであることを論じる。
  - 序伝第三十二 : 自序の書き方を論じる。
  - 煩省第三十三 : 歴史記述における煩雑さと簡略さについて論じる。
- 巻十
  - 雜述第三十四 : 以上の篇での議論が正史に関わるものであったのに対し、ここでは正史以外の種々の歴史書を論じる。
  - 弁職第三十五 : 史官の職にあるものの正しいあり方を論じる。
  - 自叙第三十六 : 本書を書くに至った経緯と、自身の真意を示す。
  - 体統・紕繆・弛張 : この三篇は失われて伝わらない。

- 巻十一
  - 史官建置第一 : 古来の史官制度の変遷と、各代の代表的な史官について論じる。
- 巻十二
  - 古今正史第二 : 古来の正史（編年体の記述を含む）について論じる。
- 巻十三
  - 疑古第三 : 『尚書』『論語』などに記される、『春秋』以前の記事に関する疑問の10カ条。
- 巻十四
  - 惑経第四 : 『春秋』の記事に関する問題点、合計17カ条。
  - 申左第五 : 『春秋左氏伝』が『春秋公羊伝』『春秋穀梁伝』よりもすぐれることを説く。
- 巻十五
  - 点繁第六 : 古来の史書に見られる無駄な文章を実際に例示しながら添削する。
- 巻十六
  - 雑説上第七 : 『春秋』以後、最近に至るまでの歴史書全般に関する問題点。上・中・下で合計66カ条。
- 巻十七
  - 雑説中第八 : 同上。
- 巻十八
  - 雑説下第九 : 同上。
- 巻十九
  - 漢書五行志錯誤第十 : 『漢書』五行志の錯誤と問題点。
  - 漢書五行志雑駁第十一 : 同上。
- 巻二十
  - 暗惑第十二 : 『史記』以後の正史の誤った記述14カ条を引き、論難を加える。
  - 忤時第十三 : 国史編纂の監修官に対して提出した劉知幾自身の辞職願と、その前後の事情について。

## 内容

### 正史について
劉知幾は『史通』において、正史はどのように書かれるべきかというテーマを追求したのであり、まずこの点について以下に述べる。

#### 歴史叙述の六家
まず劉知幾は、冒頭の「六家」篇や「古今正史」篇で、過去の歴史書を以下の六家に分類し、それぞれの特徴とその源流を論じている。
尚書家『尚書』に始まる歴史書の体裁。記言の書（発言を記した書）であり、上古の王者の言葉を史官が記録したもの。王道の正義を号令としての語言に託し、これを臣下に布告した。孔子の編纂にかかる歴史叙述の始祖で、疎通知道を旨とする。書物の少ない過去においては価値があるが、現代の史書としては不完全である。この類の書に『逸周書』や孔衍『漢尚書』、王劭『隋書』などがある。
春秋家『春秋』に始まる歴史書の体裁。記事の書（出来事を記した書）で、実際の行事によって実証的に規範を説く。元来は魯国という一国の歴史書に過ぎなかったが、孔子の編纂を経たことで規範的な歴史記述となったとする。『尚書』が一般法則を説くのに対して、『春秋』は個別の判例を提示し、孔子の編纂にかかる属辞比事を旨とする。これにより時間系列による叙事形式（編年体）が提供された。
左伝家『春秋左氏伝』に始まる歴史書の体裁。記言の書である『尚書』と記事の書である『春秋』の体裁を組み合わせ、より充実した史体に改良した。編年体の形式を基本としながら、一貫した体例と個別の事象に対する評論を備える。劉知幾はこれをもって「史道」が成立したとする。この類の書に荀悦『漢紀』、孫盛『魏氏春秋』、干宝『晋紀』、王劭『北斉志』などがある。
国語家『国語』に始まる歴史書の体裁。左伝家によって記事・記言を合わせた形式が成立したが、編年体の叙述には記述しきれない歴史事象はあまりにも多く、その欠点を補うために現れた形。劉知幾は、左丘明が『左伝』を編纂した際に収録しきれなかった情報が『国語』に記されているとし、各国の史書の記載を網羅し選別したものが『国語』であると位置づけた。同時に、『国語』はのちの「世家」の起源であるともされた。この類の書に『戦国策』、孔衍『春秋時国語』、司馬彪『九州春秋』などがあり、劉知幾は五胡十六国の歴史の記述にはこの体裁を多く用いるべきだったとしている。
史記家『史記』に始まる歴史書の体裁。『史記』は黄帝から漢の武帝までの事跡を記載し、紀伝体を取り、本紀・表・書・世家・列伝から成る。『史記』の成立によってあらゆる歴史叙述の形式が組み込まれ、歴史事象も幅広く体系的に記述された。一方、同じ事象の記述があちこちに分かれて書かれている点、同じ事件が重複して記述されている点などに欠点がある。この類の書に梁武帝勅撰の『通史』、李延寿『南史』『北史』などがある。
漢書家『漢書』に始まる歴史書の体裁。『史記』は紀伝体として最初の試みであり、不備な点も多かった。その一つが紀伝体という性質上、長期間の叙述が難しいということであり、この点を改善し一王朝の断代史として作られたのが『漢書』であるとする。劉知幾は、『漢書』は一王朝の興亡を明らかにし、内容は精密で、倫理の大筋を備えていると最も高く評価している。この類の書に『東観漢記』『三国志』などがある。
以上の分類は、劉知幾の「史書の体例や文章は時代によって変化せねばならない」とする考え方から、過去の歴史書を歴史的に位置づけ、その変遷を考察しようとしたものである。劉知幾は、経書である『尚書』『春秋』の精神は、史書に分類される『史記』『漢書』にも継承されているとし、こうした歴史叙述の精神は聖人から引き継がれたものであると考えていた。
劉知幾は、以上の歴史叙述の六家のうち、現在手本とすべきなのは「左伝家」と「漢書家」であるとする。「左伝家」について劉知幾は、「春秋三伝」の中で『左伝』が最も優れていることを「申左」篇で強調し、その理由として著者の左丘明が幅広い資料を見ていることと、『左伝』が左丘明の直接の見聞に基づくことを挙げる。劉知幾にとって、『左伝』は歴史事実に忠実である上に、高い倫理性・道徳性を備えた歴史書であった。
そしてもう一つの「漢書家」が、劉知幾が最も重視した史体である。古来、史官は王朝に仕えて事実を記録していく人々であり、乱世でなければ、歴史を書くという行為は王朝秩序を支えるためという意識のもとにあった。劉知幾の仕えた唐王朝は、漢を理想とし、漢に並び立とうという意識を持った王朝であって、その史官の課題は「唐の歴史をいかに正確に記述するか」ということにある。劉知幾にとって、歴史記述の範囲はあくまで一つの王朝であり、そこで断代史である『漢書』を高く評価した。
これに関連して、内藤 (1937, p. 613)は、この六家の分類は、劉知幾が理想とする「漢書家」の体裁が正統な歴史的由来を持ち、過去の各種の歴史書の体裁を根拠に持つことを強調するために設けた区分であるとする。そして、劉知幾が「漢書家」を最上とみなした理由は、劉知幾自身が史官として史書編纂に従事する立場にあったことと関連するとする。つまり、もともと個人著作として書かれていた歴史書も、唐代には皇帝の命令の下で多数の史官によって編纂されるものに変わっており、劉知幾もそうした史官の一人であった以上、当時彼が編纂に従事していた断代の紀伝体史が最上位に置かれるのは止むを得ないことでもあった。

#### 正史の構成
劉知幾は、以上の議論を踏まえ、史書（正史）はどのような構成を取るべきかということを「本紀」「列伝」「表暦」「書志」篇などで議論する。
まず「本紀」は、天子の行事を時系列で記録することを原則とするが、同時に記載すべき国の大事も年月付きで書き込むものとする。ここで劉知幾は「本紀」を『春秋』の経文になぞらえ、天子の系統を明らかにするためのものであるとする。次に「列伝」は、同じグループで行動した人や同様の事跡を残した人はまとめて一つの伝に記録し、人物の比較を容易に行えるようにする。劉知幾は「列伝」を『春秋』の伝文（左氏伝）になぞらえ、「列伝」の見出し・目録としての「本紀」という位置づけを設定した。
「志」については、劉知幾は都邑志・氏族志・方物志を新設し、逆に天文志を外すべきと唱えた。例えば氏族志は、帝王・公侯の氏族を明らかにし、その系統を記録するために必要であるとしたが、天文志は「人事」を記載するべき国史において、天文現象は記載するべきではないため不要であるとした。同時に、人事と自然災害をいたずらに関連させて記載することを批判し、災異説を批判する立場を示した。
なお、正史の始祖である司馬遷の『史記』には「世家」が設けられ、諸侯の歴史が描かれているが、劉知幾は漢や唐といった統一王朝においては諸侯は存在しないから、現在の正史には「世家」は不要であるとした。

#### 正史執筆の材料
劉知幾は、正史について論じつくした後の「雑述」篇において、正史を執筆する際の材料として用いることのできる史料を十種類に分け、それぞれの長所・短所を以下のように論じている。
1. 偏記 - 一つの政権についての記録。陸賈『楚漢春秋』など。
2. 小録 - 人物のついての短い記録。戴逵『竹林名士』など。
以上の二つは即日当時の記録であり、実録として価値の高いものである。しかし言葉遣いが素朴なものが多いうえに、内容も完備しておらず、そのまま歴史書の記述として用いて後世に伝えることはできない[31]。
3. 逸事 - 前史の遺漏したところを後人が集めた書籍。葛洪『西京雑記』など。
異説を求める際に有益であるが、編纂者によっては真偽を確かめないままに伝聞を載せており、真偽が入り混じっている。場合によっては、人を驚かせるために作られた全くの虚構が書かれている[31]。
4. 瑣言 - 市井で流行していた逸話を記録したもの。『世説新語』など。
当時の権力者を話題に載せている点では有益だが、悪意が込められた話や卑俗な話も多く、名教を傷つけるものもある[31]。
5. 郡書 - 郷土学者による地方の列伝。周斐『汝南先賢伝』など。
詳細・該博なものもあるが、多くは郷土の人々によって過度に美化されており、本当に世に伝えるべき人は少ない[31]。
6. 家史 - 一家の伝記。揚雄『家牒』など。
一族の中で伝えられるのはよいが、国史に載せるのは難しい[31]。
7. 別伝 - 賢士・貞女を分類して集めた書。劉向『列女伝』など。
前史から採録したものがほとんどだが、稀に異説を含むものがある[31]。
8. 雑記 - 怪物・異聞を求めて集めた書。干宝『捜神記』など。
神仙の道を論じる場合には、養生術や勧善懲悪を説いており有益である。しかし、怪異や妖邪を好んでを集めたものは見るべきものがない[31]。
9. 地理書 - 地方の土地・山川・風俗・物産を記した書。常璩『華陽国志』など。
良質なものは記述に偏りがなく、その文章も高雅である。しかしそれ以外のものは、自分の住む場所を過度に持ち上げる点や、城跡・山水の命名の由来を根拠なき故実に求める点に短所がある[31]。
10. 都邑簿 - 制度の記録。潘岳『関中』など。
宮廷や宗廟、都市の規模を明らかにするものはよいが、何でも詳しく書きすぎて煩雑に過ぎるものもある[31]。

なお、以上の十種のほかに、史書の材料として用いられるものに起居注（皇帝の言行記録）・職官書・簿籍（政府官庁の制度の記録）などがあるが、上の分類には組み込まれていない。古勝 (2010, pp. 231–232)は、起居注は門下省、職官は吏部、簿籍は秘書省といったように整理を担当する部署が異なっており、上の十種は劉知幾が実際に史官として史館で務める際に整理の必要があった史書の範囲を反映しているとする。
また、以上の十種の史料の特徴を踏まえた上で、どのように史料を選択するべきかということは「採撰」篇に書かれている。

### 劉知幾の批判精神
内山 (1971, p. 56)は、劉知幾の歴史批判には客観的・合理的に事実を判定しようとする態度が窺えるとし、稲葉 (2006, p. 299)も同様に劉知幾が歴史記録に対して合理性追求の立場から厳密な吟味を加えていたことを強調している。以下、こうした劉知幾の批判精神について述べる。

#### 経書批判
劉知幾が「疑古」「惑経」篇で儒教的な禅譲説といった経書の記事に対して批判を行っていることは古くから注目されている。たとえば、劉知幾は西晋の頃に発見された出土文献である汲冢書を根拠に、堯と舜や桀と湯の禅譲は疑わしく、実際には奪位だったのではないかと指摘している。ここで劉知幾は、経書とそれ以外の史料を同等に扱い、合理的判断から結論を導いていると言える。また、劉知幾は自身が尊んでいる『春秋』に対しても、その内容が事実と合わないものがある点や、毀誉褒貶に誤りがある点などを指摘している。
稲葉 (2006, pp. 361–365)は、こうした劉知幾の経書批判は、『五経正義』を中心とする従来の経学に対して批判を加えた王元感に影響を受けるとともに、中唐以後の啖助・趙匡・陸淳による新たな春秋学の勃興、そして宋学の展開へと接続してゆくと述べている。但し、劉知幾の経書批判は、従来絶対的な価値を与えられてきた経書を相対化する方向を持ち合わせつつも、最終的な目標はあくまで自身の述べた経書批判に耐えうるようなより高次の経書解釈を行うことであって、経書の価値の否定にあったわけではないことも指摘している。

#### 史料批判
劉知幾は、歴史書を編纂する際の全体の方針として、史館に送られてくる文書・史料・記録について史官は以下の観点からその内容を吟味するべきであると述べている（鑑識篇）。
1. 文書・記録は執筆者の学識や精神状態によって左右されるものであり、中庸を得た記述は稀である。史官は様々な史料を見て、そこから事実を探し出す必要がある。
2. 史料には執筆者による故意の歪曲（曲筆）が加えられ、悪意や恣意的な推測がある場合もある。

そこで劉知幾は、史料の記録性をその執筆者・伝承者によって差を設けて理解し、信頼できる記録者の直接の記録を第一に重視する。そのため、劉知幾は公式機関によって記録された史料を最も重視するが、そうした史料がない場合は、民間の史料を個々の史料の性格を見抜きながら用いる。例えば、地方の歴史書においては郷土の人物が過大評価される傾向にあること、また民間で流布する伝説に虚偽が多いことなどを述べ、その虚偽は複数の史料の間での齟齬を見出すことで見抜くことができるという。

#### 正閏論批判
中国の多くの歴史書では、例えば三国時代において呉や蜀の君主の帝号を取り払うなど、正統を継いだ王朝を一つに定めている。一方、劉知幾は統一王朝である唐朝の史官であり、どの王朝を正統とみなすかという正閏論に拘泥する必要はそれほどなかった。よって、劉知幾は存在した政権をありのままに記述することを重視し、三国や南北朝の王朝のうちいずれかを正統として扱うことはない。
これと同時に、劉知幾は王朝の興亡と天命を結びつける天人相関の考え方を批判した。例えば、かつて司馬遷は、信陵君を追放したために魏は秦に滅ぼされたという意見に対し、魏は天命を得なかったのだから賢人の補佐を得たところで結局滅ぼされただろうと述べている。これに対して劉知幾は、国の興亡は天命ではなく人事にかかるものであり、そしてその人事を記録するのが歴史叙述であると考え、司馬遷説を批判した。

## 伝来

### 唐代・宋代
初期の『史通』の受容例としては、唐代の杜佑『通典』に『史通』を引用したと思しき箇所があることが挙げられる。宋代に入ると、劉知幾の「史才三長説」と「五不可論」は広く人口に膾炙しており、北宋の韋驤の「詠唐詩」、劉弇の策問、陸游「史院諸事」、王珌による史官の辞退文などに用いられている。また、『史通』の記述を考証に用いた例として、南宋の王応麟『困学紀聞』が挙げられる。
『史通』が実際の歴史書の編纂に影響を与えた例としては、清朝考証学者の銭大昕が指摘する『新唐書』の例があり、『新唐書』では『史通』書志篇・邑里篇・論賛篇における劉知幾の主張が取り入れられている。また、南宋の鄭樵『通志』は、断代史である『漢書』を尊重する劉知幾を批判しながらも、『通志』二十略の部門に「氏族」「都邑」「昆虫草木」の三略を立てており、これは『史通』書志篇の議論を参考にしている。福島 (1995, p. 30)は、『史通』と『資治通鑑』の共通点を指摘し、司馬光が『史通』を参考にした可能性が高いことを指摘している。

### 明代・清代
明代に入ると、陸深『史通会要』といった『史通』そのものに対する研究書が登場した。なお、現在確認できる『史通』の最古の版本は、陸深が「蜀本史通」を校訂して重刻出版したものである。明代には、他にも李維禎・郭孔延『史通評釈』や王惟儉『史通訓故』などが作られた。
清代に入ると、黄叔琳『史通訓故補』や浦起龍『史通通釈』、紀昀『史通削繁』などが作られた。このうち、特に浦起龍『史通通釈』（1752年）によって『史通』が広く読まれるようになった。ほか、章学誠『文史通義』の「読史通」は『史通』に対する専論であり、章学誠が『史通』に大きな影響を受けていることが指摘されている。以上の注釈の中では、浦起龍『史通通釋』が最も広く普及し、多くはこれに拠って読まれてきたが、その解釈には妥当ではない部分があることが内藤戊申によって指摘されている。

## 後世の評価
劉知幾の友人で同じく史官を務めていた徐堅は、本書を高く評価して、史職にあるものが座右に置くべき書であると称した。一方。劉知幾が古来名声のあった『史記』『漢書』だけでなく、儒教の経典である経書に対してさえも懐疑を投げかけたことから、劉知幾は「古人を非難する」者として指弾を受けることもあった。たとえば、唐末の柳璨は『史通析疑』を著し劉知幾の経書批判の不当さを指摘し、同時代の蘇鶚も『史通』疑古篇で禅譲を否定したことを非難している。
宋初に史官を務めた孫何も、同じく『史通』が聖賢非難・経書批判を行うことに反駁する。但し、孫何は『史通』の功績を認めた上で批判を展開しており、また彼自身少なからぬ読者を想定して書物を著したのであり、『史通』が史官に身を置く人物には広く読まれていたことも分かる。実際、彼と同時期の王禹偁の「上史館呂相公書」（『小畜集』所収）は、劉知幾の「史才三長説」を利用しながら史官の採用方法を論じたものであり、その影響のほどが窺える。また、詩人として著名な黄庭堅は『神宗実録』編纂に参与するなど史学にも明るく、『文心雕龍』と『史通』を必読の書として進めている。
清代の学者である章学誠は、自身の史学と劉知幾の史学を比較し以下のように述べた。
ここに述べられている通り、『史通』の内容は、「歴史とは何か」という歴史哲学的関心よりも、「歴史書はいかにあるべきか」「歴史書はいかに書くべきか」という実際的な方法論・技術論に傾いている側面がある。そして章学誠は、『史通』の長所と短所を理解しながら、新たに独自の史学体系を打ち立てた。

### 近年の研究
経書批判が見られたことから消極的な評価を与えられることが多かった『史通』も、民国時代に「疑古」の風潮が高まったことで、再評価されるようになった。例えば、清末民初の梁啓超は、『中国歴史研究法』で以下のように述べている。
このように、『史通』は史学評論という理論・方法をもとに、中国における史学の確立に重大な役割を果たした本であるという評価を与えられており、20世紀初頭以来、章学誠『文史通義』とともに中国史学研究において大きな注目を受けている。
初期の研究としては、田中萃一郎や内藤湖南によるものが挙げられる。同時期には、劉虎如や曹聚仁によって全文の注釈が作られたほか、呂思勉や程千帆、洪業らによって部分的な注釈も作られた。1950年代になって、『史通』の版本・伝来の研究が増井経夫や傅振倫によって行われた。1980年代以降、張振珮や銭安琪・侯昌吉などによって注釈・翻訳が作られたほか、日本では、増井経夫・西脇常記による全文訳、川勝義雄による「自序」「弁職」篇の翻訳が作られた。劉知幾の思想や『史通』の受容史については、特に劉知幾・鄭樵・章学誠の三者の史学の比較研究が盛んであり、1920年代から現在に至るまで非常に多くの研究の蓄積がある。